# Oedogoniales
In tassonomia gli Oedogoniales sono un ordine di alghe verdi filamentose. I filamenti si sviluppano attaccati al substrato e successivamente possono staccarsi andando a galleggiare in superficie.
Fanno sia riproduzione sessuale (oogama) che asessuale (una zoospora per cellula). Il meccanismo di divisione cellulare risulta nella formazione di strutture anulari a ciascuna divisione; così questi anelli riflettono il numero di divisioni avvenute in una cellula.